# Heiliger Hain

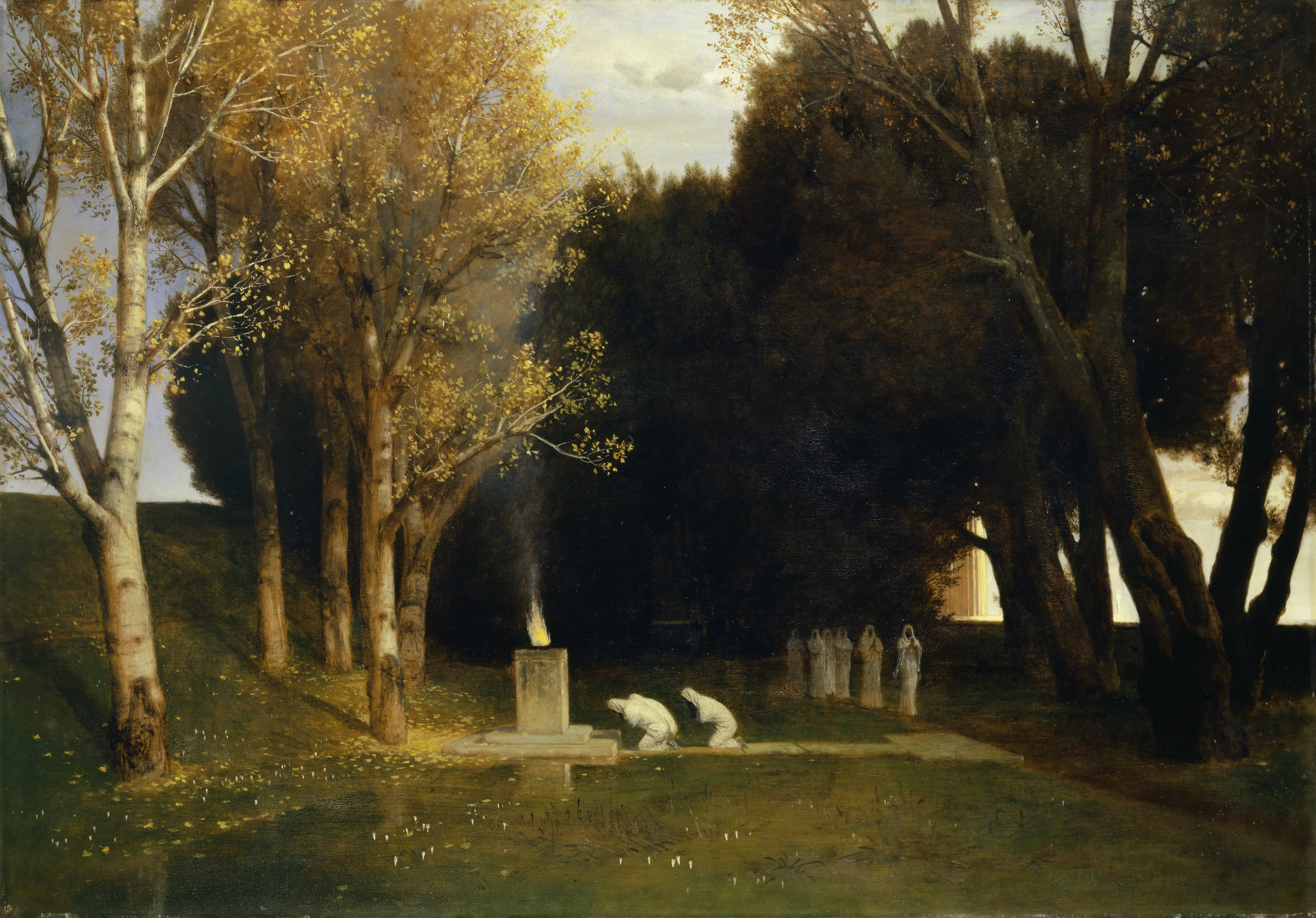
Heiliger Hain (Gemälde von Arnold Böcklin, 1882)

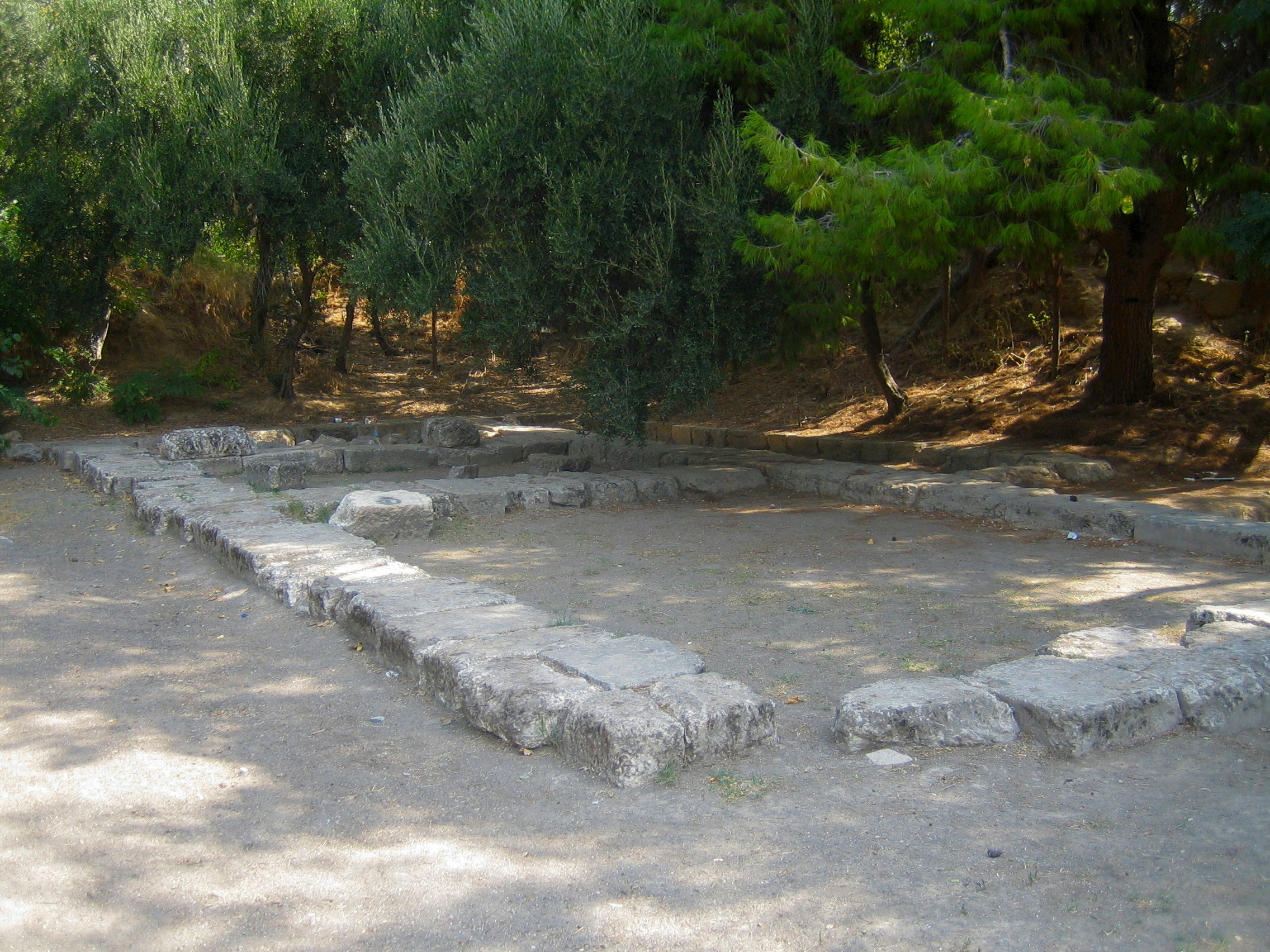
Platonische Akademie in Athen (2008)

Ein heiliger Hain (von althochdeutsch hagan „Dorngesträuch“: eingefriedeter Platz) ist eine alte Bezeichnung für einen geheiligten kleinen Wald (Hain). In der Antike sind heilige Wäldchen in Griechenland und im Römischen Reich belegt, darüber hinaus auch im so genannten Barbaricum (in Nord-, Mittel- und Südosteuropa). Sie dienten dem Gebet und dem Opfer. In vielen ethnischen Religionen pflegen Dorfgemeinschaften in der Nähe ihres Dorfes einen heiligen Wald, teils auch in Zusammenhang mit Grabstätten und Ahnenverehrung oder anderen Ritualen (vergleiche Bestattungswald).

## Antike

### Griechenland
In Griechenland waren heilige Haine (άλσος) bestimmten Göttern, aber auch Nymphen geweiht. In Dodona in Epirus weissagte Zeus aus einer heiligen Eiche. Die ältesten Belege für heilige Haine stammen aus Homers Ilias und Odyssee. Hier werden Haine beschrieben, die Athena, Poseidon, Apollon, Aphrodite und Zeus geweiht sind. Der Hain kann aus Pappeln bestehen und enthält gewöhnlich eine Wasserquelle. Sie scheinen nicht umzäunt gewesen zu sein. Nach Wickham symbolisierte die Quelle die Erdmutter Gaia und der umgebende Wald den Himmelsgott Uranos.
Die seit dem 5. Jahrhundert v. Chr. nachgewiesenen Lehr-Gärten der Philosophen am Stadtrand von Athen, deren bekanntester Platons Akademie war, scheinen diese heiligen Haine nachgeahmt zu haben; auch sie enthielten meist eine Quelle. Heilige Haine konnten zu Bestattungen genutzt werden, zum Beispiel nach der Schlacht bei Marathon.
Heilige Haine der Aphrodite sind auf Zypern archäologisch seit der späten Bronzezeit nachgewiesen, so in Kition. Am Athener Hephaistos-Tempel wurden Pflanzlöcher für Bäume archäologisch nachgewiesen.

### Römisches Reich
Auf römischen Münzen wurde der Tempel einer Stadtgöttin manchmal zwischen zwei Bäumen abgebildet, was einen heiligen Hain (lucus oder nemus) andeuten könnte. Diese Haine werden als schattig beschrieben (lucus a non lucendo). Einige Meilen vor den Grenzen Roms befand sich das Heiligtum der Dea Dia, dessen Zentrum ein Heiliger Hain für den von Augustus neu belebten Fruchtbarkeitskult bildete. Aus Aricia ist ein rex Nemorensis als Priester im Heiligtum der Diana Nemorensis bekannt.
Hadrian und Marcus Tullius Cicero ahmten die griechischen gymnasia in Hainen nach. Nach Ansicht von Maureen Carroll stand der Tempel der Venus in der Via Marina in Pompeji in einem heiligen Hain, archäologische Belege fehlen jedoch.

### Kelten

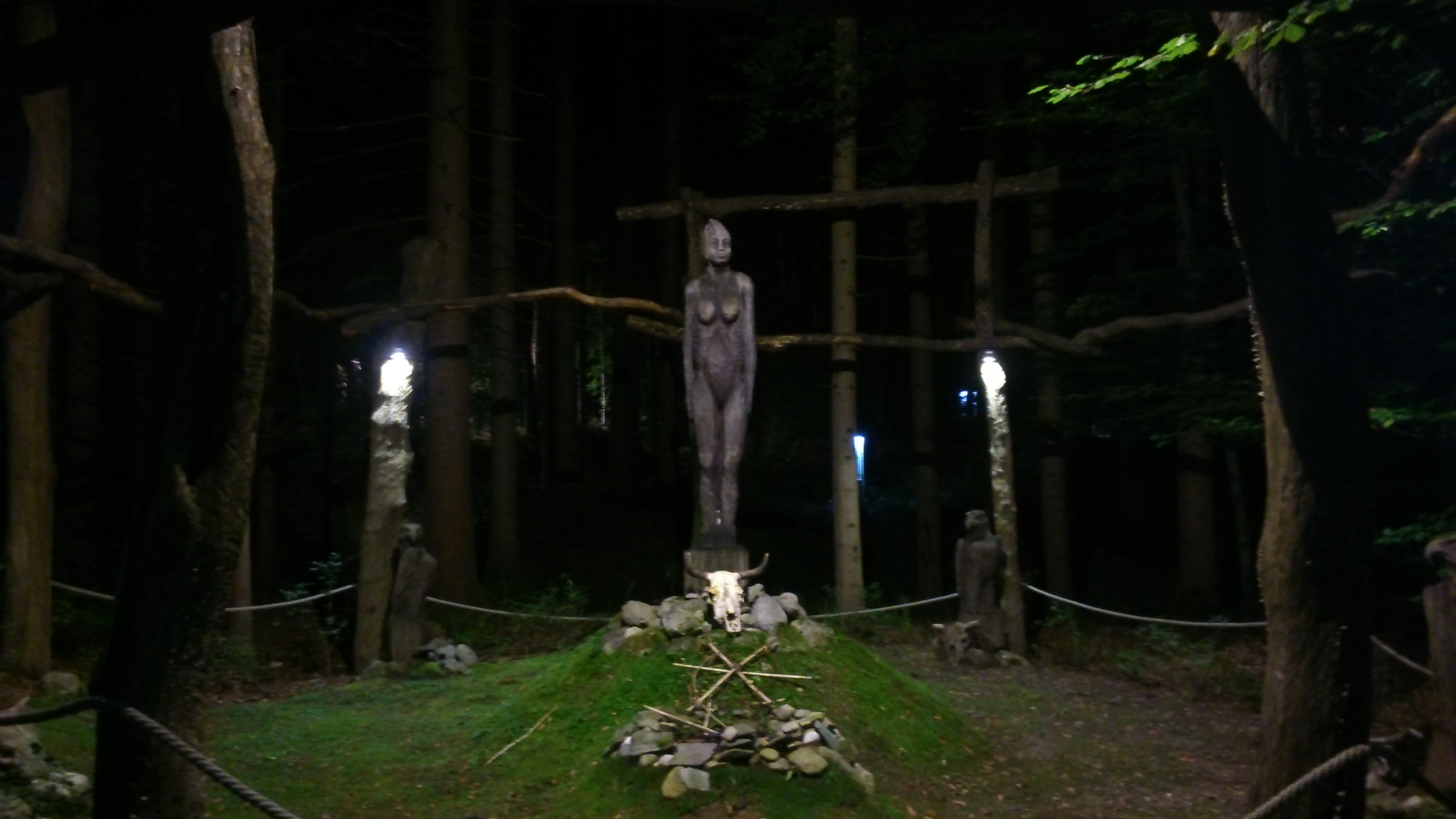
Moderne Spekulation zum Aussehen eines Heiligen Hains der Muttergöttin Noreia in Frög in Österreich (Foto: 2015)

Kelten und Briten bezeichneten heilige Haine als nemeton, was allgemein einen heiliger Ort bedeutet. Sie sind durch Inschriften und Ortsnamen überliefert. Letztere finden sich in Frankreich, Spanien (Drunemeton), Schottland (Duneaves, Perthshire) und in der Türkei (Galatien). Nach Richard Dunn kann sich in England die Nutzung solcher Stätten in einigen Fällen bis in die römische Zeit erstreckt haben. In der Bretagne umgab ein Wald namens Nemeton die Benediktinerabtei bei Locronan.

### Germanen
Tacitus erwähnt in seinem Werk Germania einen heiligen Hain der Göttin Nerthus auf einer Insel in der Ostsee, in dem Menschenopfer stattfanden. Auch in den Kapiteln 9 und 39 beschreibt er die Einrichtung heiliger Lichtungen und Haine, in dem von den Abgesandten mehrerer Stämme Tier- und Menschenopfer dargebracht werden. Der Hain dürfe dabei nur in Fesseln betreten werden, um als Untertan die Macht der Gottheit zu bekunden.
Die Germanen schmückten die Haine unter anderem mit Kriegsbeute. Der germanische Marserfürst Mallovendus zeigte im Jahr 16 dem römischen Feldherrn Germanicus den Legionsadler der Legio XVII, den die Germanen während der Varusschlacht erobert hatten, in einem benachbarten Hain. Der Legionsadler der Legio XVIII, der in der gleichen Schlacht verloren gegangen worden war, wurde 41 in einem Hain der Chauken von Aulus Gabinius Secundus gefunden. Des Weiteren berichtet Tacitus von Hainen, die der Göttin Tamfana und dem Gott Donar geweiht waren.

## Weltweit
Heilige Wäldchen sind aus vielen Gegenden der Welt bekannt. In der Geschichte Armeniens sind heilige Haine belegt.
In Afrika bilden heilige Haine häufig Inseln von unberührtem Wald inmitten einer ansonsten kultivierten oder degradierten Landschaft. In Nigeria gibt es den heiligen Hain der Göttin Osun (eine Schutzgottheit). In der westafrikanischen Region Senegambia wird von der Volksgruppe der Mandinka der Initiationsritus Kankurang in heiligen Wäldern praktiziert, die anhaltend durch Umwandlung in Kulturland verloren gehen.
In Nordostindien pflegen mehr als 100 Dorfgemeinschaften des indigenen, autonomen Volks der Khasi heilige Wäldchen für Dorfgottheiten und teils als Begräbnisstätten, die auch von staatlicher Seite als Naturwaldreservate anerkannt sind. Im indischen Bundesstaat Maharashtra wurde die fortbestehende Wichtigkeit von heiligen Wäldern untersucht. Im südindischen Bundesstaat Kerala werden an Dorfschreinen, die von heiligen Hainen (Malayalam kavu) umgeben sind, eine Reihe von hinduistischen Tempelritualen durchgeführt, darunter Teyyam und Nagamandala. Ein eigenes Genre bildet die Kavu-Ritualmusik, deren Gesänge unter anderem von den Saiteninstrumenten Pulluvan vina und Nanduni begleitet werden.
In völkischen und neu-heidnischen Kreisen im Deutschland der 1920er-Jahre wurden „Heilige Haine“ als Begräbnisstätten eingerichtet.